# Cantón Pimampiro
Cantón Pimampiro är en kanton i Ecuador.   Den ligger i provinsen Imbabura, i den norra delen av landet, 90 km nordost om huvudstaden Quito. Antalet invånare är 12 951. Arean är 443 kvadratkilometer.
Terrängen i Cantón Pimampiro är huvudsakligen mycket bergig.